# 富士甚醤油
富士甚醤油株式会社（ふじじんしょうゆ）は大分県臼杵市に本社を置く調味料の製造メーカー。
コーポレート・スローガンは「安心を、いただきます。」。

## 概要
味噌、醤油の醸造・販売を中心に、焼き肉のたれ、つゆ、サラダドレッシング等の製造・販売等を行っている。主な販売地域は、大分県をはじめとする九州一円と山口県及び愛媛県である。

## 沿革
- 1883年（明治16年） - 味噌・醤油の醸造販売開始
- 1924年（大正13年） - 株式会社富士甚商店設立
- 1946年（昭和21年） - 富士甚商事株式会社設立
- 1950年（昭和25年） - 富士甚醤油株式会社に社名変更
- 1955年（昭和30年） - 富士甚商事株式会社を富士甚醤油株式会社商事部として吸収合併
- 1973年（昭和48年） - 二豊味噌協業組合を設立し、近代設備での味噌の生産を開始
- 1984年（昭和59年） - 二豊醤油協業組合を設立し、近代設備での醤油の生産を開始
- 1990年（平成02年） - サンアスベルフーズ株式会社新工場完成
- 2002年（平成14年） - 大分県臼杵市八町大路（中央通商店街）にアンテナショップ「富士屋甚兵衛」オープン

## 主な商品

### 醤油
- 「初茜」シリーズ
- 「富士」シリーズ
- 国産素材の丸大豆醤油
- あまくちしょうゆ
- 減塩しょうゆ
- 白だし
- スイーツしょうゆ - 業界初、アイスクリームやケーキなどにかける醤油。

### 味噌
- 「夜明け」シリーズ
- 「無添加」シリーズ
- 母の膳
- 天然醸造みそ
- 国産素材の合わせ味噌

### サラダドレッシング
- 「ゆふいんの森」シリーズ
- 「わたしのドレッシング」シリーズ

### 調味料
- 家伝つゆ
- 国産素材のつゆ
- からし酢みそ
- もろみ
- かぼすぽん酢
- ゆずぽん酢
- 焼肉のたれ
- らっきょう酢
- 柚子こしょう
- うどんスープ

ほか

## とっくりこだぬき
2009年から登場した、富士甚のマスコットキャラクター。

### プロフィール
- 性別:オス
- 年齢:7歳
- 仕事:フジジンマスコットキャラクター
- 特技:おつかい、いねむり
- 里山:九六位山

## CM出演者
- 武田鉄矢
- 片岡鶴太郎

## 関連会社
- 二豊醤油協業組合
- 二豊味噌協業組合
- サンアスベルフーズ株式会社
- 都イン大分